# Kampania zagospodarowania nieużytków
Kampania zagospodarowania nieużytków – jedna z gospodarczych kampanii w Związku Radzieckim za czasów Nikity Chruszczowa, przeprowadzona z jego inicjatywy. 
Kampania miała na celu podniesienie produkcji rolnej w ZSRR w latach 1954–1960 poprzez zaoranie nieużytków rolnych, głównie stepów w Kazachstanie, ale także w Rosji (rejony Wołgi, Uralu, Syberii i rosyjskiego Dalekiego Wschodu).

## Rozpoczęcie
Kampanię rozpoczęto przyjmując w 1954 na Posiedzeniu Plenarnym Komitetu Centralnego Komunistycznej Partii Związku Radzieckiego uchwałę o dalszym wzroście produkcji rolnej i zagospodarowaniu nieużytków. Gosplan, realizując uchwałę zaplanował, że w latach 1954–1960 ogólna wielkość gruntów ornych ma wzrosnąć o 43 mln ha (osiągnięto 41,8 mln ha).

## Realizacja
W pierwszym roku realizacji zaorano 190 000 km² nieużytków, a w 1955 roku jeszcze 140 000 km² i przeprowadzono tzw. zaciąg, organizowany głównie przez Komsomoł. Na cele kampanii zaangażowano ogromne środki ludzkie i finansowe.
Zagospodarowanie tzw. celiny (stepowych ugorów) miało natychmiast rozwiązać wszystkie problemy żywnościowe. Kampania zasugerowana przez Chruszczowa spotkała się ze sprzeciwem ze strony stalinowskiego skrzydła partii, przez co stała się jednym z elementów walki o władzę między Chruszczowem a Gieorgijem Malenkowem. Kampania została przyjęta z radością i nie było większych niezgodności co do jej przeprowadzenia w obrębie partii – obrano kurs ekstensywnego rozwoju rolnictwa. W latach 1954–1961 około 20% wszystkich nakładów inwestycyjnych w ZSRR było przeznaczone właśnie na rozwój rolnictwa, co w efekcie spowodowało, że na terenach tradycyjnej hodowli rozwinęła się w końcu dość nowoczesna, jak na tamte standardy, uprawa roli. Na obszarach celiny wybudowano 425 sowchozów i zaangażowano około 300 000 osób, głównie Rosjan i Ukraińców, aby rozpocząć tam nowe życie. Do tego przybywali także żołnierze, studenci, uczniowie i kombajniści na prace sezonowe. Zaangażowanie tak wielkiego kapitału ludzkiego wiązało się ze wzrostem i budowaniem nowych miast. Nieprzygotowanie akcji wiązało się ze zniszczeniem ekologicznym (erozja gleb) i ekonomicznym rolnictwa, jednak w miarę rozwoju kampanii produkcja zwiększyła się do poziomu wyższego niż średnie plony w reszcie Związku Radzieckiego.

## Rezultaty
Zbiory w 1956 okazały się oszałamiającym sukcesem. Ze zebranych w Związku Radzieckim 125 mln ton zboża, ponad połowa została wyprodukowana na terenach zagospodarowanych od 1954 (wcześniej była to około ⅛). Jednocześnie produkcja zbóż per capita była w tym roku wyższa niż w państwach zachodnich (od niektórych nawet dwukrotnie). W ramach kampanii posadzono na tzw. obszarach dziewiczych liczne uprawy kukurydzy niespotykanej do tej pory w tym obszarze świata. Program ten nie tylko rozwiązał problemy żywieniowe w kraju, ale często przytaczano go do udowodnienia wyższości komunistycznego sposobu życia od kapitalistycznego.
Wyniki kampanii zostały zaprzepaszczone w dużej mierze na skutek klęski suszy z lat 1963–1964. Na ziemiach celiny plony zmniejszyły się o około 65% – było to więcej niż na reszcie ziem ornych w Związku Radzieckim. W tych latach wyprodukowano na tych terenach ⅓, a nie jak zawsze ½ ogólnych plonów rolnych w ZSRR, co spowodowało nawet brak materiału siewnego na następny rok. W tym roku ZSRR był zmuszony do importu 20 milionów ton z Kanady.
Po zakończeniu kampanii wiele osób zostało na tych terenach, jednak po rozpadzie ZSRR wiele z nich z Kazachstanu powróciło, głównie do Ukrainy i Rosji.